# N,N'-dicyklohexylkarbodiimid
N,N′-Dicyklohexylkarbodiimid (zkráceně DCC nebo DCCD) je organická sloučenina se vzorcem (C6H11N)2C, používaná na spojování aminokyselin při umělé syntéze peptidů. Díky nízké teplotě tání lze tuto látku roztavit a tím usnadnit nakládání s ní. Rozpouští se v dichlormethanu, tetrahydrofuranu, acetonitrilu a dimethylformamidu, ve vodě je nerozpustná.

## Struktura a spektroskopie
C-N=C=N-C jádro karbodiimidů (N=C=N) je lineární, se strukturou podobnou propadienu. Molekula je  symetrická.
Skupinu N=C=N lze identifikovat pomocí infračervené spektroskopie, kde má charakteristickou absorpci při 2117 cm−1. V 15N NMR má posun 275 ppm od kyseliny dusičné a 139 ppm od TMS.

## Příprava
DCC se dá připravit několika způsoby. Jedním z nich je reakce cyklohexanaminu s isokyancyklohexanem za přítomnosti octanu palladnatého, jodu a kyslíku, která má výtěžnost 67 %.
C6H11NH2 + C6H11NC + O2 → (C6H11N)2C + H2O
Byla také popsána kondenzace dvou isokyanátů za použití OP(MeNCH2CH2)3N jako katalyzátoru, která má 92% výtěžnost:
DCC lze rovněž připravit z dicyklohexylmočoviny s využitím katalyzátoru fázového přenosu. Dicyklohexylmočovina reaguje s arensulfonylchloridem a uhličitanem draselným v toluenu za přítomnosti benzyltriethylamoniumchloridu, přičemž se tvoří DCC s 50% výtěžností.

## Reakce

### Tvorba amidů, esterů a peptidů
DCC lze použít jako dehydratační činidlo při přípravě amidů, ketonů a nitrilů. Při těchto reakcich se DCC hydratuje na dicyklohexylmočovinu (DCU), která je nerozpustná ve většině organických rozpouštědel a nerozpouští se ani ve vodě. DCU lze tak oddělit filtrací, i když může být obtížné oddělit jejich zbytky od nepolárních látek. DCC lze použít k obrácení chirality sekundárních alkoholů. Při Steglichově esterifikaci se esterifikují alkoholy, i některé terciární, reakcí s karboxylovou kyselinou za přítomnosti DCC a katalytického množství 4-dimethylaminopyridinu.
Při syntéze bílkovin (například s využitím fluorenylmethyloxykarbonylové skupiny se připojují aminokyseliny na N-konec peptidového řetězce; k navýšení elektrofility karboxylové skupiny se používá aktivace záporně nabitého kyslíku lepší odcházející skupinou, k tomuto účelu slouží DCC. Záporně nabitý kyslík se chová jako nukleofil, který reaguje s centrálním uhlíkem DCC. Tím dojde k napojení DCC na karboxylátovou skupinu, čímž vznikne vysoce elektrofilní meziprodukt, který usnadní nukleofilní reakci koncové aminoskupiny.

### Pfitznerova-Moffattova oxidace
Za přítomnnosti dimethylsulfoxidu (DMSO) DCC usnadňuje Pfitznerovu-Moffattovu oxidaci.
Tímto způsobem se oxidují alkoholy na aldehydy a ketony. Na rozdíl od oxidací řízených kovy, jako je Jonesova oxidace, při ní nedochází k „přeoxidování“ na karboxylové kyseliny. Obvykle se používají tři ekvivalenty DCC a 0,5 ekvivalentu zdroje protonů v DMSO. Reakce se ukončuje přidáním kyseliny.

### Ostatní reakce
- Reakcí kyseliny s peroxidem vodíku za přítomnosti DCC vzniká peroxidová vazba
- Pomocí DCC lze dehydratovat i alkoholy. Při této reakci se nejprve tvoří O-acylmočovina jako meziprodukt, u kterého proběhne hydrogenolýza za vzniku alkenu:

RCH(OH)CH2R' + (C6H11N)2C → RCH=CHR' + (C6H11NH)2CO
- Sekundární alkoholy mohou být přeměněny na opačný stereoizomer reakcí s esterem kyseliny mravenčí a následným zmýdelněním. Sekundární alkohol se smísí s DCC, kyselinou mravenčí a silnou zásadou, jako je například methoxid sodný.

## Biologické účinky
DCC funguje jako inhibitor ATP syntázy, váže se na jednu z jejich c podjednotek a stericky zabraňuje otočení FO podjednotky.

## Bezpečnost
DCC může způsobovat vyrážku.